# Kōdōkan
Kōdōkan (講道館 Kōdōkan?) o Instituto Kōdōkan es la sede central de la comunidad mundial de judo. Fue fundado en 1882 por Kanō Jigorō, creador del judo, y se ubica actualmente en un edificio de ocho plantas en Tokio, Japón.

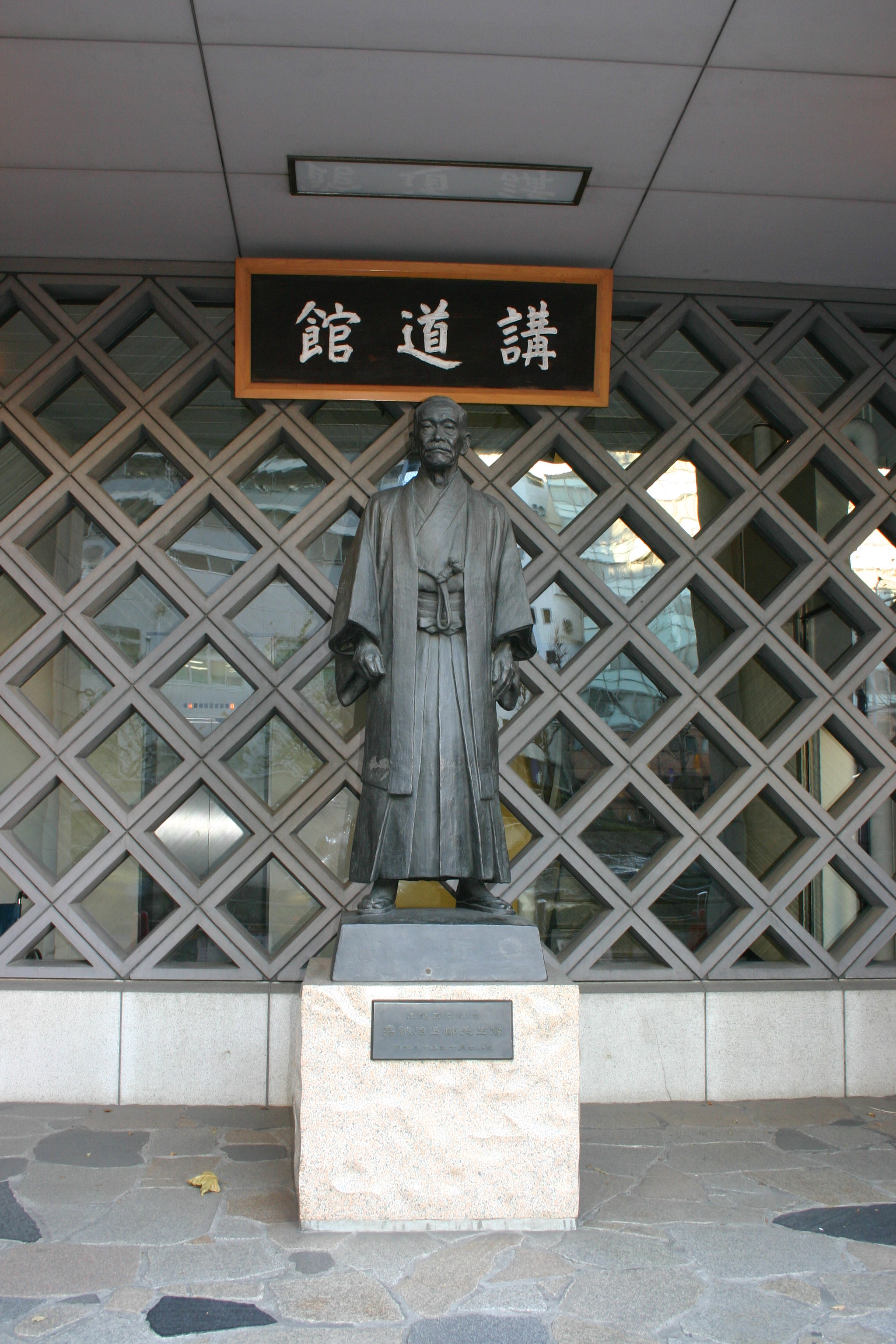
Estatua de Jigoro Kano en la entrada del Instituto Kodokan.

El instituto tiene como función impartir clases a quienes desean aprender y profesionalizarse en el judo. El programa de estudio es autorizado como el de una escuela no regular según el Gobierno Metropolitano de Tokio. El curso incluye el estudio teórico y práctico de judo, al igual que temas de educación general.
Actualmente posee 1.206 esteras de tatami, agrupadas en cinco dojos: principal, escuela, internacional, mujeres y niños; y hay dojos especiales para judokas retirados y para el estudio de técnicas especiales.

## División de mujeres
Desde un principio Kanō Jigorō enseñó judo a mujeres desde 1893 y en 1926 una de sus alumnas, Utako Shimoda,  abrió una División de Mujeres con su propia práctica, procedimientos y sistemas de clasificación por separado que prohibía a las mujeres ascender por encima del 5º dan. Shimoda tenía el objetivo de capacitar docentes de educación física y judo dedicadas a mejorar la educación pública para niños y niñas. Entre las primeras miembros de la división están Ayako Akutagawa que ascendió a primer dan en 1934, y Noriko Yasuda, entre las mejores maestras de la historia de esta disciplina. También Keiko Fukuda y Masako Noritomi. Fukuda comenzó a entrenar judo en 1935 y era una de las 24 mujeres que entrenaban en el Kodokan. Obtuvo el primer dan en 1939 casi 5 años después de empezar la práctica, comenzó a recibir un salario del Kodokan, donde se convertiría en instructora. Tras una campaña denunciando la regla que prohibía a las mujeres ascender por encima del 5º dan, Fukuda, junto con su senpai Masako Noritomi (1913-1982) se convirtió en la primera mujer promovida al 6º dan por el Kodokan.